# Môj pes Killer
Môj pes Killer é um filme de drama eslovaco de dirigido e escrito por Mira Fornay. Foi selecionado como representante da Eslováquia à edição do Oscar, organizada pela Academia de Artes e Ciências Cinematográficas.

## Elenco
- Adam Mihál
- Marián Kuruc
- Irena Bendová
- Libor Filo